# Classificação por equipas na Volta a Espanha
A classificação por equipas à Volta em Espanha é uma das classificações secundárias da Volta em Espanha. É a classificação que recompensa a melhor equipa. Foi instaurada na primeira edição da Volta e não se deixou de premiar em nenhuma edição.
Todas as equipas reduzidas a menos de três corredores são eliminadas da classificação geral por equipas. A equipa vencedora recebe 12 500 euros.

## Palmarés
| Ano  | Ganhadores                 |
| ---- | -------------------------- |
| 1935 | Bélgica                    |
| 1936 | Bélgica                    |
| 1941 | Espanha                    |
| 1942 | FC Barcelona               |
| 1945 | Deporte Ciclista Manresano |
| 1946 | Espanha                    |
| 1947 | Espanha                    |
| 1948 | Espanha                    |
| 1950 | Espanha                    |
| 1955 | França                     |
| 1956 | Espanha                    |
| 1957 | Pirenaico                  |
| 1958 | Bélgica                    |
| 1959 | Faema                      |
| 1960 | Groene Leeuw               |
| 1961 | Faema                      |
| 1962 | Helyett-Saint Raphael      |
| 1963 | Saint Raphael              |
| 1964 | Kas                        |
| 1965 | Mercier-BP                 |
| 1966 | Kas                        |
| 1967 | Kas                        |
| 1968 | Kas                        |
| 1969 | Bic                        |
| 1970 | Werner                     |
| 1971 | Werner                     |
| 1972 | Kas                        |
| 1973 | La Caseira                 |
| 1974 | Kas                        |
| 1975 | Kas                        |
| 1976 | Kas-Campagnolo             |
| 1977 | Teka                       |
| 1978 | Kas                        |
| 1979 | Kas                        |
| 1980 | Splendor                   |
| 1981 | Zor-Helios-Novostil        |
| 1982 | Kelme                      |
| 1983 | Zor                        |
| 1984 | Teka                       |

| Ano  | Ganhadores                 |
| ---- | -------------------------- |
| 1985 | Zor-Gemeaz                 |
| 1986 | Zor-BH                     |
| 1987 | Ryalcao-Manzana-Postobon   |
| 1988 | BH                         |
| 1989 | Kelme                      |
| 1990 | ONZE                       |
| 1991 | ONZE                       |
| 1992 | Amaya Seguros              |
| 1993 | Amaya Seguros              |
| 1994 | Banesto                    |
| 1995 | ONZE                       |
| 1996 | Polti                      |
| 1997 | Kelme-Costa Blanca         |
| 1998 | Banesto                    |
| 1999 | Banesto                    |
| 2000 | Kelme-Costa Blanca         |
| 2001 | ibanesto.com               |
| 2002 | Kelme-Costa Blanca         |
| 2003 | ibanesto.com               |
| 2004 | Comunitat Valenciana-Kelme |
| 2005 | Comunitat Valenciana       |
| 2006 | Discovery Channel          |
| 2007 | Caisse d'Épargne           |
| 2008 | Caisse d'Épargne           |
| 2009 | Xacobeo Galicia            |
| 2010 | Team Katusha               |
| 2011 | Geox-TMC                   |
| 2012 | Movistar Team              |
| 2013 | Euskaltel Euskadi          |
| 2014 | Team Katusha               |
| 2015 | Movistar Team              |
| 2016 | BMC Racing                 |
| 2017 | Astana Pro Team            |
| 2018 | Movistar Team              |
| 2019 | Movistar Team              |
| 2020 | Movistar Team              |
| 2021 | Team Bahrain Victorious    |

### Vencedores por país
| Pos. | País           | Vitórias |
| ---- | -------------- | -------- |
| 1    | Espanha        | 56       |
| 2    | Bélgica        | 7        |
| 3    | França         | 5        |
| 4    | Estados Unidos | 2        |
| 4    | Rússia         | 2        |
| 6    | Colômbia       | 1        |
| 6    | Cazaquistão    | 1        |
| 6    | Itália         | 1        |
| 6    | Bahrein        | 1        |